# Richard Gariseb
Richard Gariseb (3 de fevereiro de 1980) é um ex-futebolista namibiano que atua como defensor.

## Seleção nacional
Richard Gariseb representou o elenco da Seleção Namibiana de Futebol no Campeonato Africano das Nações de 2008.